# Cocked & Loaded
| 전문가 평가                          | 전문가 평가 |
| 평가 점수                            | 평가 점수   |
| 출처                                 | 점수        |
| ------------------------------------ | ----------- |
| AllMusic                             | [ 3 ]       |
| The Collector's Guide to Heavy Metal | 8/10        |
| Los Angeles Times                    | [ 6 ]       |

《Cocked & Loaded》는 미국의 글램 메탈 밴드 L.A. 건즈의 두 번째 스튜디오 음반이다. 할리우드 스튜디오에서 녹음되었으며, 듀안 배런, 존 퍼델, 톰 워먼이 프로듀싱을 맡았으며, 1989년 8월 22일, 버티고 레코드에서 발매되었다. 이 음반에는 드러머 스티브 라일리가 처음으로 참여했다. 음반의 싱글로는 〈Rip and Tear〉, 〈Never Enough〉, 〈The Ballad of Jayne〉, 〈I Wanna Be Your Man,〉 〈Malaria〉가 발매되었다.
발매와 동시에 《Cocked & Loaded》는 빌보드 200 차트에서 38위에 올랐으며, 1990년 미국 음반 산업 협회로부터 골드 인증을 받았다. 〈Rip and Tear〉와 〈The Ballad of Jayne〉은 모두 《빌보드》 메인스트림 록 트랙 차트에서 상위 50위 안에 들었고, 후자는 빌보드 핫 100 차트에서 33위에 올랐다. 이 음반에 대한 언론의 반응은 긍정적이었으며, 비평가들은 밴드가 전년도 데뷔 음반에서 개발한 사운드에 찬사를 보냈다.

## 배경
L.A. 건즈는 1988년 동명 데뷔 음반의 후속 음반을 다음 해 초에 녹음했으며, 프로듀서 듀안 배런, 존 퍼델, 톰 워먼과 함께 작업했다. 세션은 할리우드 스튜디오에서 진행되었다. 이 음반에는 밴드의 첫 번째 드러머 스티브 라일리가 참여했으며, 라일리는 《L.A. Guns》의 녹음이 완료된 후 전임자인 니키 알렉산더의 이름을 이어받았다. 음반 홍보를 위해 다섯 곡의 싱글이 발매되었으며, 그 중 두 곡은 미국 차트에 올랐다. 〈The Ballad of Jayne〉은 빌보드 핫 100 차트에서 33위, 메인스트림 록 트랙 차트에서 25위를 기록했으며, 〈Rip and Tear〉는 후자 차트에서 47위를 기록했다. 다섯 트랙 모두의 뮤직 비디오는 1990년 비디오 《Love, Peace & Geese》에 수록되었다.

## 곡 목록
모든 곡들은 특별한 언급이 없는 한 트레이시 건즈, 필 루이스, 믹 크립스, 켈리 니켈스 그리고 스티브 라일리에 의해 작사/작곡하였다.
| #   | 제목                          | 작사·작곡                                                  | 재생 시간 |
| --- | ----------------------------- | ---------------------------------------------------------- | --------- |
| 1.  | 〈Letting Go〉                |                                                            | 1:22      |
| 2.  | 〈Slap in the Face〉          |                                                            | 3:54      |
| 3.  | 〈Rip and Tear〉              |                                                            | 4:11      |
| 4.  | 〈Sleazy Come Easy Go〉       |                                                            | 4:01      |
| 5.  | 〈Never Enough〉              | 건즈, 루이스, 크립스, 니켈스, 라일리, 그레그 트립, 필 로이 | 4:10      |
| 6.  | 〈Malaria〉                   |                                                            | 5:22      |
| 7.  | 〈The Ballad of Jayne〉       |                                                            | 4:30      |
| 8.  | 〈Magdalaine〉                |                                                            | 6:05      |
| 9.  | 〈Give a Little〉             |                                                            | 3:29      |
| 10. | 〈I'm Addicted (기악)〉       | 윌리 딕슨                                                  | 1:51      |
| 11. | 〈17 Crash〉                  |                                                            | 3:39      |
| 12. | 〈Showdown (Riot on Sunset)〉 |                                                            | 3:18      |
| 13. | 〈Wheels of Fire〉            |                                                            | 4:56      |
| 14. | 〈I Wanna Be Your Man〉       |                                                            | 3:36      |

## 인증
| 국가                       | 인증 | 판매량/출하량 |
| -------------------------- | ---- | ------------- |
| 미국 (RIAA)                | 골드 | 500,000^      |
| ^출하량을 기반으로 한 인증 |      |               |